# Apress
Apress, Inc. — одно из крупнейших издательств, занимающееся выпуском книг по информационным технологиям. Базируется в Нью-Йорке. С 2007 года является подразделением корпорации Springer Science+Business Media. Изданные книги распространяются по всему миру компанией Springer-Verlag.

## История
Apress была основана Гэри Корнеллом и Дэном Эпплманом, которые сами являлись книгописателями. Первоначальное название компании было Author’s Press (с англ. — «Авторское издательство»), впоследствии сократившееся до APress, а затем и просто Apress. В 2003 году Apress приобрела значительную часть интеллектуальной собственности издательства Friends of ED, ориентировавшейся на выпуск книг для дизайнеров. В 2007 году было объявлено, что Apress поглощена корпорацией Springer, причём ранее Springer имела небольшую долю акций издательства. В 2009 году офисы Apress в Беркли были закрыты, а вся бизнес-деятельность была перенесена в штаб-квартиру Springer в Нью-Йорке.

## Стиль и оформление книг
Обложки большинства книг Apress характеризуются сочетанием желтого и черного цветов.

## Тематика книг
Тематика книг охватывает различные вопросы программирования, проприетарные платформы и платформы с открытым исходным кодом, а также аппаратную часть компьютера. К наиболее известным авторам относятся Эндрю Троельсен, Энди Бадд, Роб Харроп, Ян Мачацек, Рори Льюис, Майкл Бэнкс, Кир Томас, Джессика Ливингстон, Боб Уолш и Джоэл Спольски.

## Издаваемые серии книг
- Beginning Python
- Beginning Inkscape by Donna Benjamin
- Gimp
- Learn Objective-C on the Mac
- Beginning iPhone Development: Exploring the iPhone SDK
- SharePoint 2007 User’s Guide: Learning Microsoft’s Collaboration and Productivity Platform
- Pro InfoPath 2007